# Frankensteiner Hof (Frankfurt-Sachsenhausen)

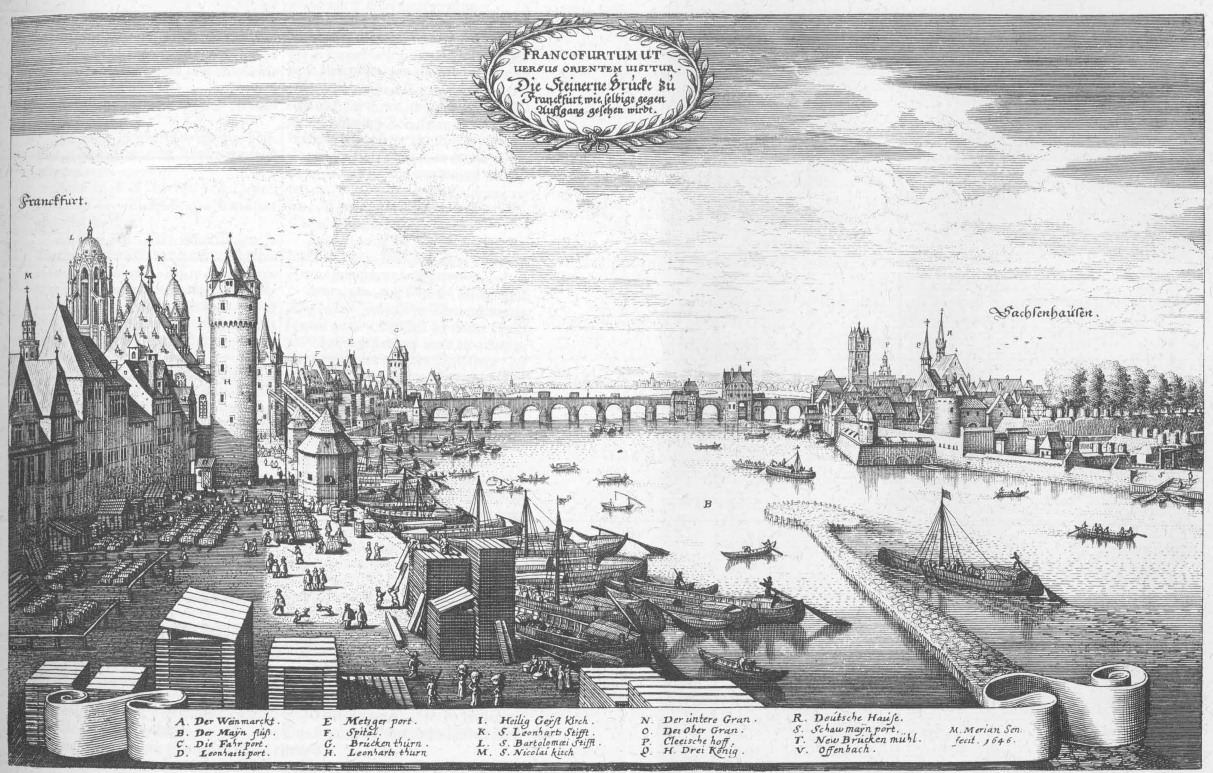
Der Cleensche bzw. Frankenstein Hof (P)

Der Frankensteiner Hof in Frankfurt-Sachsenhausen war ein Adelssitz im Frankfurter Stadtteil Sachsenhausen.

## Geschichte
Die Anlage bestand wohl schon seit ca. 1150 und war ursprünglich Bestandteil des kaiserlichen Gerichtes. Im Jahre 1194 wird ein Hartmut von Sachsenhausen als kaiserlicher Richter in Frankfurt erwähnt. Dieser erhielt für seine Dienste den Hof und die dazugehörigen Gebäude als kaiserliches Lehen. Durch Erbschaft kamen Hof und Ländereien 1276 in den Besitz der ebenfalls aus Frankfurt stammenden Familie von Praunheim, die auch das Amt des Reichsschultheißen innehatten. Nach dem Tod des letzten Praunheim-Sachenshauseners Rudolf, der keine Kinder hatte, versuchte 1426 Kaiser Sigismund den Hof wieder als Krongut einzuziehen, musste aber 1440 Rudolfs Nichte Irmel von Cleen damit belehnen.
Als das Geschlecht der Cleen ebenfalls ausstarb, ging der Hof an die Herren von Frankenstein über. Diese nutzten die Anlage als Wirtschaftshof und Domainenamt für ihre zahlreichen Besitzungen in der Stadt und Umgebung und erbauten 1616 einen Spät-Renaissance-Bau, der letztendlich dann auch Namensgeber für die heutige Frankensteiner Straße und den Frankensteiner Platz in Frankfurt wurde.
1831 verkauften die Frankensteiner den Hof an die Stadt Frankfurt, welche diesen als Kleinwohnungen-Anlage, Kaserne, Obdachlosenheim und Kinderhort nutzte. Das Gebäude wurde im Zweiten Weltkrieg stark beschädigt und brannte aus. 1950 wurde an der Stelle ein neues Verwaltungsgebäude für das Wasserwirtschaftsamt errichtet, welches schließlich im Rahmen einer städtischen Neuausschreibung unter zahlreichen Gestaltungsauflagen 2007 in ein Sozialrathaus und Bürgeramt mit Wohnungen und Ateliers umgewandelt wurde.